# 長翼金鱨
長翼金鱨，為輻鰭魚綱鯰形目脂鱨科的其中一種，為熱帶淡水魚，分布於非洲剛果河及盧阿拉巴河流域，體長可達70公分，棲息在底層水域，生活習性不明，可做為觀賞魚。